# Афра Аугсбургская
Афра Аугсбургская  (нем. Afra von Augsburg, III век, Аугсбург, Римская империя или Кипр — около 304, Аугсбург, Римская империя) — святая Православной и Римско-католической церквей, мученица, покровительница Аугсбурга, её именем назван город Теферрот.

## Биография
Имя «Афра» происходит от латинского слова "africa", что значит «африканка». Но это не единственное мнение: другие считают, что это имя дала Афре богиня Афродита. В ряде древних источников, в том числе в мартирологе Иерноима, указано, что в один день с памятью Афры отмечалась память Венереи, мученицы Антиохийской, имя которой было неправильно истолковано как прозвище Афры — «служительница Венеры». Эта ошибка, по мнению исследователей, и привела к созданию легенды о том, что Афра до своего обращения была блудницей. Причём версия Афры-блудницы никогда не была единственной: во многих мартирологах и в аугсбургских календарях XI века отмечено, что Афра почиталась как дева.
Во времена гонений из Героны. что в Испании, в Аугсбург бежали епископ Нарцисс и диакон Феликс. Они нашли убежище в доме Афры. Епископ Нарцисс обратил в христианство не только Афру, но и всех её родственников. Затем епископ вернулся в Герону, а Афра, к изумлению и негодованию соседей-язычников, вдруг перестала принимать участие в традиционных религиозных обрядах. Это вызвало подозрение, арест и допросы. На допросах Афра твёрдо заявила о своей преданности христианской вере, и наотрез отказалась покаяться. 
7 августа 304 года Афра была заживо сожжена на одном из небольших островов Леха. Другие полагают, что казнь Афры была совершена на римском кладбище, следы которого были обнаружены под базиликой святых Ульриха и Афры.
На следующий день после казни тело Афры было найдено её служанками невредимым. Мать Афры и три служанки: Дигна, Евмения и Евтропия погребли тело мученицы в склепе в двух милях от города, где как раз и стоит сейчас фридбергская церковь Святой Афры. Это погребение не прошло незамеченным: служанки по доносу были схвачены, и после отказа участвовать в языческих обрядах тоже приняли мученическую смерть. По приказу судьи Гая они были сожжены в том же склепе, где ранее ими была похоронена Афра.

## Почитание
До 1802 года мощи святой Афры хранились в аббатстве святых Ульриха и Афры в Аугсбурге. 
После закрытия монастыря в 1802 году мощи были перенесены в находившуюся возле монастыря церковь святых Ульриха и Афры. 
Почитание святой Афры Аугсбургской распространено в Баварии.
Первая церковь на могиле святой Афры была построена в 582 году. В Средние века легенда об Афре была широко известна, и её гробница в Аугсбурге была популярным местом паломничества христиан Западной Европы. Почитание святой Афры, считающейся покровительницей кающихся женщин, распространилось из Аугсбурга по всей Южной Германии, в Альпы и в Эльзас, по Голландии и Дании. 
В 1064 году при перестройке монастыря на месте нынешней базилики Ульриха и Афры были найдены каменный саркофаг с мощами Афры и свинцовый саркофаг с мощами мученицы Евпрепии. В этом же году Афра была причислена папой Римским Александром II к лику святых. В 1804 году, когда Аугсбург отмечал 1500-летие мученичества святой Афры, было открыты место её погребения и римский саркофаг, находившийся в склепе церкви святого Ульриха. Её мощи перенесли в новый, мраморный, серого цвета саркофаг; они покоятся сейчас вместе с мощами святого Ульриха в крипте базилики.
В 2000 году имя святой Афры получил открытый аугсбургским епископатом музей епархии рядом с Домом. Среди экспонатов музея — уникальные изображения, на которых святая Афра представлена в короне мученицы или в платке, с пальмовой ветвью, пихтовой шишкой и кедровым орехом; она привязана к колонне или стволу дерева, тело её охвачено пламенем костра. К святой Афре обращаются поэтому за защитой от пожаров и возгораний, а также получившие ожоги люди. 
Легенда о жизни святой Афры стала основой вышедшей в 1992 году книги немецкой писательницы Евы Демски «Афра», а поэт М. Адельгарт посвятил этой святой песню, которая стала популярной среди верующих Аугсбурга.
В честь её имени назван город Теферрот (первоначально назывался "Afrenrot").
В 2006 году общее собрание Берлинской и Германской епархии Русской Православной Церкви  Московского Патриархата  объявило о возобновлении местного почитания мученицы Афры православными.
День памяти — 5 и 7 августа.